# Ptilinopus monacha
Ptilinopus monacha é uma espécie de ave da família Columbidae.
É endémica da Indonésia.
Os seus habitats naturais são: florestas subtropicais ou tropicais húmidas de baixa altitude, florestas de mangal tropicais ou subtropicais e jardins rurais.
Está ameaçada por perda de habitat.